# Fernand Bueb
Fernand Bueb (* 12. Dezember 1865 in Mülhausen; † nach 1906) war Journalist und Mitglied des Deutschen Reichstags (SPD).

## Leben
Bueb besuchte die Volks- und Mittelschule in Mülhausen. Danach war er als Bäcker und Anwaltsgehilfe tätig. Nach seiner Militärzeit war er Versicherungsagent. 1891 gründete er die Elsass-Lothringische Volkszeitung, die die Politik der Sozialdemokraten unterstützte. Er war Mitglied des Gemeinderats von Mülhausen und des Bezirkstags von Ober-Elsaß.
Von 1893 bis April 1900 war er Mitglied des Deutschen Reichstags für den Wahlkreis Reichsland Elsaß-Lothringen 2  (Mülhausen) und die SPD. Nach einem Misserfolg bei Kommunalwahlen wurde er zur Rückgabe seiner Mandate gedrängt. Am 25. April 1900 legte er sein Reichstagsmandat nieder. In der Folge zog er sich aus der Politik zurück. Seine Spur verliert sich im Jahr 1906, wahrscheinlich wanderte er in die USA aus.